# Inocenc I.
Svatý Inocenc I. (zemřel 12. března 417) byl papež katolické církve od 21. prosince nebo 22. prosince 401 do 12. března 417.

## Život
Jak se píše v Liber Pontificalis, byl synem Inocence z Albana; podle jeho současníka Jeronýma byl ale jeho otcem papež Anastasius I. (399–401), po jehož smrti nastoupil hned druhý den do úřadu díky jednomyslné podpoře kléru i laiků (narodil se ještě před vstupem jeho otce mezi duchovenstvo).
Během papežství Inocence I. obléhal Řím vizigótský král Alarich I. (395–410) a nakonec jej roku 410 vyplenil. Papež byl v té době mimo město v Ravenně u císaře Honoria, kterého se pokoušel přimět, aby Alarichovi zaplatil výkupné.
Inocenc I. využil každou příležitost k udržení a rozšíření autority Říma jako konečné instance pro všechny spory. Ve sporu vyhnaného konstantinopolského patriarchy Jana Zlatoústého (397–403) se stavěl důsledně, ač marně, za jeho návrat proti alexandrijskému patriarchovi Theofilovi. Rozhodl o sporu britského mnicha Pelagia, jeho exkomunikací potvrdil rozhodnutí synody provincie Afrika vynesené v Kartágu v roce 416.